# Aufbohrschutz

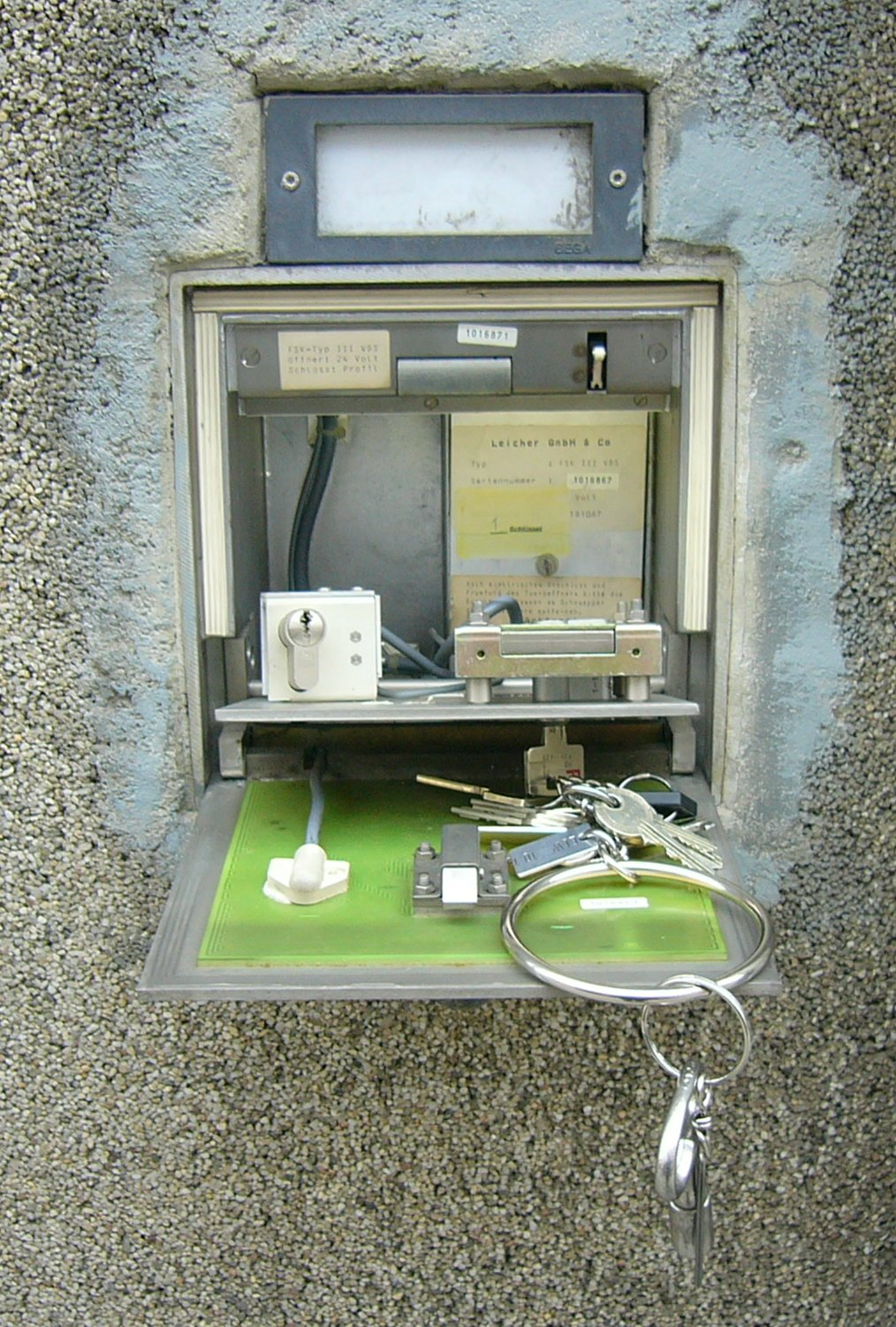
Elektronischer Aufbohrschutz (grüne Leiterplatte) an der Außentür eines Feuerwehrschlüsseldepots

Ein Aufbohrschutz ist eine Einrichtung zum Einbruchschutz an Schließvorrichtungen, die das Überwinden durch Aufbohren abwehren soll.
Man unterscheidet zwischen mechanischem und elektronischem Aufbohrschutz.

## Mechanischer Aufbohrschutz
Der mechanische Aufbohrschutz soll durch Einsatz geeigneter Materialien, z. B. Hartmetalle, ein Aufbohren erschweren. Dabei kommt es auf die Materialeigenschaften, aber auch auf die Form an. So kann durch eine entsprechende Formgebung erreicht werden, dass sich die Bohrschneiden verhaken und blockieren oder gar abbrechen.
Ergänzend dazu werden in modernen Schließzylindern häufig rotierende Hartmetallstifte, gehärtete Stahlplatten oder axial verbaute Schutzmechanismen eingesetzt, um gezielte Bohrangriffe weiter zu erschweren. Diese Elemente sind strategisch im Gehäuse und Zylinderkern positioniert, insbesondere im Bereich der Zuhaltungen und des Kernstiftes. Je nach Sicherheitsstufe kann der Aufbohrschutz mehrschichtig aufgebaut sein und mit weiteren Maßnahmen wie Kernziehschutz kombiniert werden. Ziel ist es, die physische Widerstandsfähigkeit des Zylinders zu erhöhen und die Angriffszeit so weit zu verlängern, dass ein Einbruchsversuch frühzeitig abgebrochen wird.

## Elektronischer Aufbohrschutz
Der elektronische Aufbohrschutz soll das unbemerkte Aufbohren verhindern. Vor den Zuhaltungen, ggf. um das gesamte Objekt, wird in Mäanderform ein elektrischer Leiter (Draht, Folie) verdeckt aufgebracht, durch den ein Strom fließt. Diese Ruhestromschleife wird an eine Einbruchmeldeanlage angeschlossen.